# Самбірська міська територіальна громада
Самбірська міська громада — територіальна громада в Україні, в Самбірському районі Львівської області. Адміністративний центр — місто Самбір.
Площа громади — 44,2 км², населення — 37 254 мешканці (2020).

## Населені пункти
У складі громади 1 місто (Самбір) і 4 села:
- Білоки
- Ваньовичі
- Дубрівка
- Стрілковичі